# Chloridolum plicatulum
Chloridolum plicatulum là một loài bọ cánh cứng trong họ Cerambycidae.